# 1931 au Canada
Pour un article plus général, voir Chronologie du Canada.
Cet article traite des événements qui se sont produits durant l'année 1931 au Canada.

## Événements

### Politique
- 24 août : élection générale québécoise.

- 11 décembre : le Statut de Westminster adopté par le gouvernement entre en vigueur, officialisant la fin de toute possibilité d'ingérence britannique dans les affaires étrangères canadienne.

- Scandale de la Beauharnois

### Justice
- 29 septembre : Une marche de protestation de mineurs en grève déclenche l'Émeute de Esteban (en) en Saskatchewan. Trois grévistes sont abattus par la police.

### Sport

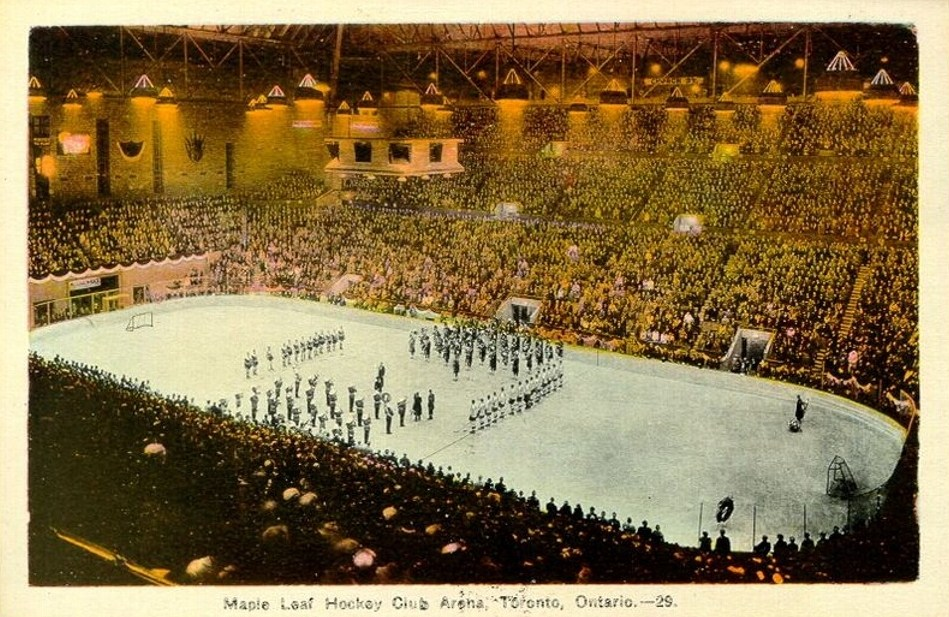
Inauguration du Maple Leaf Gardens

#### Hockey sur glace
- Fin de la Saison 1930-1931 de la LNH suivi des Séries éliminatoires de la Coupe Stanley 1931. Les Canadiens de Montréal remportent la Coupe Stanley contre les Black Hawks de Chicago.
- Début de la Saison 1931-1932 de la LNH
- 12 novembre : ouverture du Maple Leaf Gardens à Toronto.

#### Cyclisme
- première édition des Six Jours de Vancouver

### Économie
- Population du Québec : 2 874 662. Population du Canada moins le Québec : 7 502 124.
- Fondation de la chaîne de magasins Zellers.

### Science

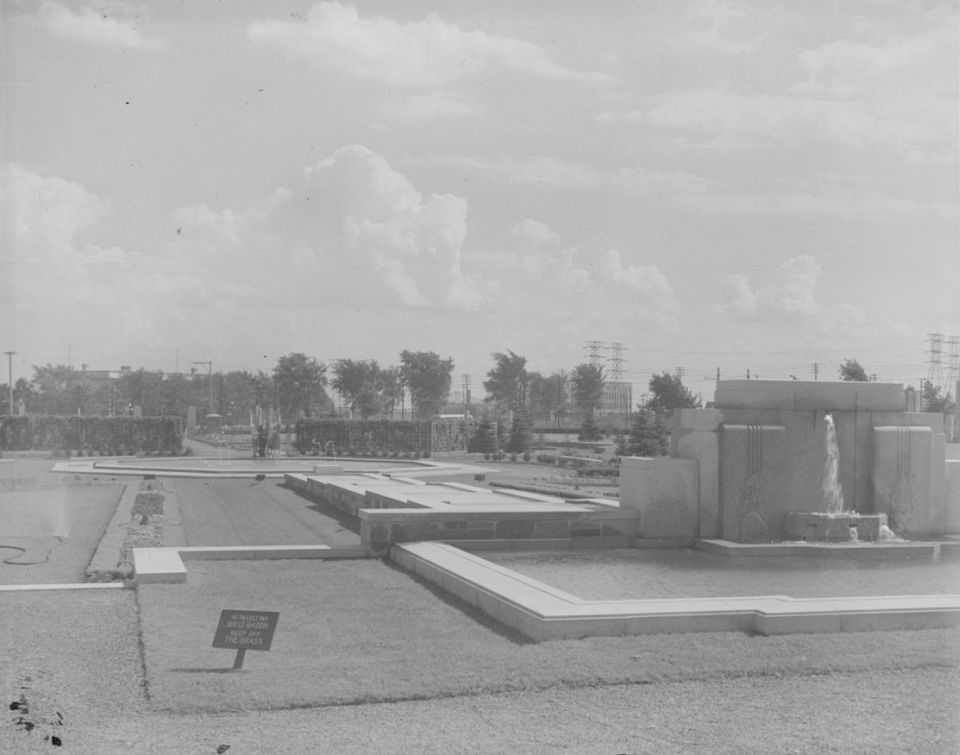
Jardin botanique de Montréal

- 9 juin : Création du Jardin botanique de Montréal.

### Religion
- Jean-Marie-Rodrigue Villeneuve est nommé archevêque de Québec.

## Naissances
- 6 janvier : Dickie Moore, joueur de hockey sur glace.
- 27 janvier : Mordecai Richler, écrivain.
- 31 janvier : John Crosbie, lieutenant-gouverneur de Terre-Neuve-et-Labrador († 10 janvier 2020).
- 2 février : Jean-Paul Harney, professeur et homme politique.
- 14 février : Bernard Geoffrion, joueur et entraîneur de hockey sur glace.
- 22 mars : William Shatner, comédien.
- 25 mars : Jack Chambers, artiste peintre.
- 28 mars : Jane Vance Rule, écrivaine.
- 30 mars : Gérard Bruchési, député fédéral provenant du Québec.
- 9 avril : Richard Bennett Hatfield, premier ministre du Nouveau-Brunswick.
- 22 avril : John Buchanan, premier ministre de la Nouvelle-Écosse.
- 25 mai : Herb Gray, avocat et homme politique.
- 27 juin : Charles Bronfman, homme d'affaires et philanthrope.
- 30 juin : Joyce Wieland, peintre et réalisatrice.
- 7 juillet : Richard Holden, homme politique.
- 10 juillet : Alice Munro, écrivaine.
- 31 août : Jean Béliveau, joueur de hockey sur glace.
- 5 novembre : Charles Taylor, philosophe.
- 28 novembre : George Ramsay Cook, historien.
- 4 décembre : Alex Delvecchio, joueur de hockey sur glace († 1er juillet 2025).

## Décès
- Louis Rubenstein, patineur artistique.
- 28 juillet : Charles Joseph Doherty, homme politique fédéral provenant du Québec.
- 30 décembre : George Eulas Foster, enseignant et homme politique.